# Flamin' Groovies
I Flamin' Groovies furono un gruppo rock & roll fondato nel 1965 a San Francisco, California, conosciuti anche con il nomignolo di The Groovies.
Attivo per un quarto di secolo, con dieci diverse formazioni, è stato tra i più importanti gruppi musicali rock che ha prodotto l'area di San Francisco.

## Storia del gruppo
Nato con il nome di "Chosen Few" il gruppo era formato inizialmente dagli statunitensi Cyril Jordan (1948), George Alexander (1946), Tim Lynch (1946), Roy Loney (1946) a cui si aggiunse Ron Greco. Il gruppo cambia nome in "Lost & Found" e comincia ed esibirsi nei piccoli locali della Baia con cover di The Kinks, Beatles, Rolling Stones e The Byrds. A seguito dell'uscita dal gruppo di Alexander e dell'allontanamento dal mondo della musica di Greco per qualche anno (riapparirà nei Crime), i "Lost & Found" si sciolgono. Jordan, Lynch e Loney riformano il gruppo dopo un viaggio in Olanda nell'estate del 1966. Il nome è quello definitivo: "The Flamin' Groovies". Danny Mihm  era il nuovo batterista.
I quattro faticano a trovare un accordo discografico, perciò decidono di fondare una propria etichetta, la "Snazz" per pubblicare il loro il primo album Sneakers. Erano gli anni del primo punk, e la Epic, stupefatta dalla capacità di vendere più di 2000 copie con il solo passaparola, mise i Groovies sotto contratto. Da questo esperimento ne nacque Supersnazz che vedeva la produzione di Steve Goldman. Il disco però non conseguì i successi commerciali sperati dalla band, che revocò il contratto per inadempienza delle clausole in conseguenza al lancio commerciale inadeguato dell'album di responsabilità della Epic.
Di qui l'idea di riproporre il vecchio sound in giro per la Baia di San Francisco. Il progetto si basa sulla gestione del vecchio Fillmore West di Bill Graham. Nel club suonarono Grateful Dead, MC5, Pink Floyd, Alice Cooper ed Iggy Pop, ma fra gruppi che si rifiutano di suonare e manager che fuggono con i soldi dei concerti, l'iniziativa si rivelerà una delusione. La band si trasferisce a New York. Qui incontrarono Richard Robinson ottenendo un contratto con la Buddha Records. Il rapporto discografico dura due anni, il tempo di registrare buoni album quali Flamingo e Teenage Head.
Tuttavia, gli esiti commerciali sono scarsi e l'etichetta annulla il contratto. Loney si allontana per disaccordi musicali, mentre Lynch è arrestato per possesso di droga. Nel 1972 i Groovies intraprendono un tour in Francia ed Inghilterra con i nuovi Jim Farrell e Chris Wilson (tutti e due ex Loose Gravel). Dopo i dissidi riguardanti la pubblicazione di un nuovo album con la United Artists Records, i Groovies si rifiutano di completare il lavoro e tornano in California. Nel 1974 la Skydog Records, etichetta indipendente, pubblica in Francia un loro singolo e un EP live del 1971 intitolato Grease. Negli USA, invece, il famoso promoter Greg Shaw stampa un singolo su etichetta Bomp! Records. Mihm è sostituito alla batteria da David Wright.
I Groovies tornano in Inghilterra nel 1975 per registrare Shake Some Action, disco basato su un beat-rock leggero e gradevole con brani pescati dal repertorio di Lennon/McCartney, The Charlatans, Lovin' Spoonful e Chuck Berry. Due anni dopo Mike Wilhelm (ex Charlatans e Loose Gravel) prende il posto di Farrell. Si tratta di un periodo soddisfacente per tutti i componenti della band. I Groovies proseguono la loro epopea nel 1978 registrando Now e Jumpin' in the Night, simili a Shake Some Action. Wright e Wilson lasciano il gruppo dopo l'ennesimo fallimento discografico, questa volta avvenuto in Francia. Il cantante entrerà poi nei Barracudas.
Nel 1983, nonostante gli aiuti dei vecchi Loney e Mihm, nonché del tastierista Mark Dunwoody, i Groovies sono ridotti a Jordan e Alexander. con Paul Zahl alla batteria e Jack Johnson alla chitarra, il gruppo incide una decina di canzoni. Nel 1986, dopo un tour in Australia, Peter Noble, fan della band e titolare della casa discografica AIM Records, pubblica il singolo Way over My Head/Shakin. Nel 1987 registrano One Night Stand, energica rivisitazione di vecchi brani del gruppo. In settembre effettuano un tour europeo e suonano davanti a 70.000 persone a Barcellona. Si tratta dell'ultimo tour della band che si scioglie nel 1990. Dopo aver fatto parte di diverse formazioni, Loney darà vita ad un comeback che rompe un silenzio di dieci anni. Di qui nascerà una delle sue migliori prove musicali, Drunkard in the Think Tank.

## Discografia

### Album in studio
- 1969 - Supersnazz (Epic Records, BN 26487)
- 1970 - Flamingo (Kama Sutra Records, KSBS 2021)
- 1971 - Teenage Head (Kama Sutra Records, KSBS 2031)
- 1976 - Shake Some Action (Sire Records, SASD-7521)
- 1978 - Flamin' Groovies Now (Sire Records, SRK 6059)
- 1979 - Jumpin' in the Night (Sire Records, SRK 6067)
- 1987 - One Night Stand (ABC Records, ABC LP10)
- 1989 - The Rockfield Sessions (AIM Records, Collect 2)
- 1992 - Rock Juice (National Records, NAT-030-2)
- 2017 - Fantastic Plastic (Severn Records, SEVERN CD 0069)

### Live
- 1983 - Slow Death, Live! (Lolita Records, 5004) live del 30 giugno 1971, pubblicato anche con il titolo Bucketful of Brains
- 1984 - Studio '68 (Eva Records, EVA 12044) live del 10 gennaio 1968
- 1984 - Flamin' Groovies '70 (Eva Records, EVA 12045)  live del 1970
- 1985 - Live at the Whiskey a Go-Go '79 (Lolita Records, 5037) live del 17 agosto 1979
- 1992 - Oh, How Groovy! (Discurious Records, DIS 126) live del 1987
- 1993 - Rockin' at the Roundhouse (Mystery Records, MRC 103) Registrazioni del 1976 e 1978
- 1994 - Live at the Festival of the Sun Barcelona Spain (AIM Records, AIM 1051) Registrazioni dell'ottobre 1987
- 1997 - In Person!!!! (Norton Records, CED 255) live del 1971

### Raccolte
- 1976 - Still Shakin' (Buddah Records, BDS-5683)
- 1984 - The Gold Star Tapes (Skydog Records, SKI 2224)
- 1986 - Roadhouse (Edsel Records, ED 183)
- 1989 - Groove In (Revenge Records, AUF 1)
- 1990 - Rockfield Sessions (Aim Records, Collect 2) pubblicato anche con il titolo di I'll Have a...Bucket of Brains
- 1991 - Step Up (Aim Records, AIM 1030 CD) Raccolta di Demos periodo 1984-89
- 1991 - Red Hot Flamin' Groovies (Disky Records, DCD 5220) 2 CD
- 1992 - 68/70 (Eva Records, EVA B17) Raccolta inediti
- 1993 - A Collection of Rare Demos & Live Recordings (Marilyn Records, USM 1020)
- 1995 - California Born and Bred (Norton Records, CED 243)
- 1997 - Oldies but Groovies (Aim Records, AIM 2001 CD)
- 1998 - Grease - (Jungle Records, Freud CD 072))
- 1999 - Absolutely the Best: (Fuel 2000 Records, FLD 1035)
- 1999 - Shake Some Action with the Flamin' Groovies (Dressed to Kill Records, AOP 164) 2 CD
- 1999 - Yesterday's Numbers (Camden Records, 74321 558432)
- 2002 - The Flamin' Groovies (Charly Records, SNAF 830 CD) 2 CD
- 2004 - Teenage Kicks - (Akarma Records, AK 279/2) Registrazioni del 1986

### EP
- 1968 - Sneakers (Snazz Records, R-2371)
- 1973 - Grease (Skydog Records, FGG 001)
- 1974 - More Grease (Skydog Records, FGG 002)